# Epoha (astronomija)
Epoha je v astronomiji trenutek, za katerega so podani podatki o  koordinatah lege nebesnih teles ali elementih tirnice ali efemeride. Ker se deklinacija in rektascenzija zvezd zaradi precesije Zemlje nenehno spreminjata, astronomi podajajo podatke o njihovem položaju tako, da vedno navedejo tudi epoho za katero podatki veljajo.
Vsi podatki za ostale čase se lahko izračunajo z upoštevanjem precesije in lastnega gibanja telesa. Pri določanju vrednosti orbitalnih elementov moramo upoštevati tudi težnostni vpliv ostalih teles.
Epoho običajno označujemo s številko, ki predstavlja leto. Pred njo pa dodamo črko, ki pomeni način določanja časa: črka B pomeni Besslovo epoho, črka J pa Julijansko epoho. Do leta 1984 se je uporabljala Besslova epoha, sedaj se uporablja Julijanska epoha.

## Besslova epoha
Besslova epoha temelji na Besslovem letu, ki je dolgo 365,242198781dni (365 dni, 5 ur, 48 minut in 45,51 sekund – tropsko leto) .Epoha se imenuje po nemškem matematiku in astronomu Friedrichu Wiljemu Besslu.
Besslovo epoho izračunamo s pomočjo formule:
B = 1900,0 + (Julijanski datum − 2415020,31352) / 365,242198781
V preteklosti so se uporabljale epohe B1875,0 in B1900,0 ter B1950,0.
Besslovo epoho je leta 1984 zamenjala julijanska epoha. 

## Julijanska epoha
Julijanska epoha temelji na julijanskem letu, ki je dolgo 365,25 dni.
Standardna epoha, ki se trenutno uporablja, je označena z  J2000,0 ali z J2000.
Julijanska epoha se lahko izračuna iz Julijanskega datuma na naslednji način:
J = 2000,0 + (Julijanski datum − 2451545,0) / 365,25

### J2000,0
Epoha J2000,0 je julijanski datum za dan 2451545,00 TT (zemeljski čas) ali 1. januar 2000 opoldne. To je enako 1. januarju leta 2000 ob 11:59:27,816 TAI (mednarodni atomski čas (iz francoščine: Temps Atomique International) ali 1. januarju leta 2000 ob 11:58:55,816 UTC (Koordinirani univerzalni čas)